# Параметрическая локация
Параметрическая локация — активный метод обнаружения объектов, при котором регистрируются изменения параметров зондирующего поля, вызванные облучением этих объектов дополнительным возбуждающим полем (акустическим, лазерным и т. д.)  

Известные методы обнаружения неподвижных объектов на естественном фоне основаны на регистрации различных аномалий (электромагнитных, теплофизических и др.) в местах расположения этих объектов. При этом методы активной локации — радиолокационный, индукционный, акустический и др. — используют контрасты между объектом поиска и естественным фоном (грунтом, растительностью, водой)   — см. рис. 1, табл.1.

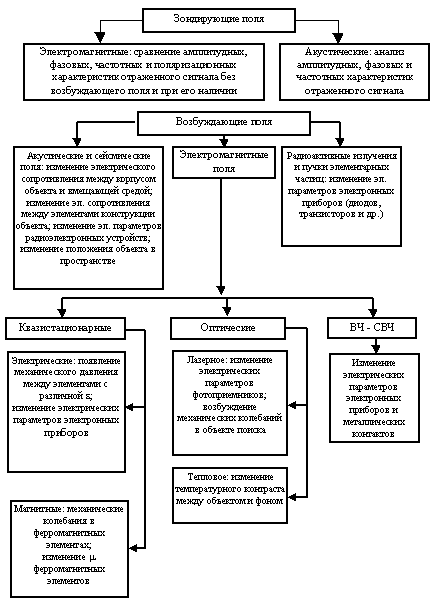
Рисунок 1. Физические поля, используемые в параметрической локации.

| Тип возбуждающего поля                       | Возбуждаемые элементы объекта поиска                                           | Интенсивность поля и длительность воздействия                               | Возможные области применения параметрических эффектов                                                                                             |
| -------------------------------------------- | ------------------------------------------------------------------------------ | --------------------------------------------------------------------------- | --- |
| СВЧ электромагнитное                         | Полупроводниковые радиодетали; точечные прижимные металлические контакты       | Ппад> 0,1-1 Вт/м2 t в> 20-30 нс                                             | Дистанционное обнаружение неизлучающих радиоэлектронных и взрывных устройств                                                                      |
| СВЧ электромагнитное                         | Плоскостные металлические контакты                                             | Ппад> 100-200 Вт/м2 t в> 5-10 нс (плазменный пробой)                        | Дистанционное обнаружение стрелкового оружия и взрывных устройств                                                                                 |
| ВЧ электромагнитное (ДВ, СВ, КВ, УКВ)        | Входные резонансные устройства радиоуправляемых фугасов и электронных "жучков" | Е> 0,1-1 В/м Н > 10-4-10-3 А/м t в>1-10 мкс                                 | Неконтактное определение рабочих частот радиоприемных устройств, фугасов и управляемых ВУ - с целью их распознавания и создания прицельной помехи |
| НЧ магнитное (квазистационарное)             | Магнитные взрыватели и датчики цели; ферромагнитные корпуса взрывных устройств | Н> 0,1-1 А/м t в>1-10 мс                                                    | Неконтактное обнаружение экранированных электронных устройств; обнаружение взрывных устройств на фоне помех от металлических предметов            |
| НЧ электрическое (квазистационарное)         | Активные приемные антенны                                                      | Е> 10-20 В/м t в>0,1-1 мкс                                                  | Поиск ИП РЛУ взрывом мин и фугасов |
| НЧ электрическое (квазистационарное)         | Емкостные датчики цели                                                         | Е> 100 В/м t в> 1...10 мс                                                   | Поиск датчиков охранной сигнализации, противопехотных мин и др.                                                                                   |
| Лазерное (УФ, видимое, ИК)                   | Элеткронно-оптические приборы (ИК датчики цели)                                | Ппад >10-3-10-2 Вт/м2 t в> 1...10 мс                                        | Дистанционное распознавание пассивных ЭОП, в том числе "видеожучков"                                                                              |
| Акустическое                                 | Микрофонные датчики цели; подпружиненные устройства ориентации мин и фугасов   | Ппад >1-10 Вт/м2 t в> 1-10 мс                                               | Дистанционное обнаружение "жучков", мин и взрывных устройств                                                                                      |
| Радиоактивные излучения (гамма и нейтронное) | Переходы транзисторов и диодов электронных схем; заряды ядерных устройств      | нейтронное: Фn >1010-1011 нетр./см2; гамма: Рg > 103-104 рад/с t в> 1-5 мкс | Неконтактное распознавание экранированных устройств и ядерных устройств                                                                           |

 Название метода обусловлено, как правило, типом зондирующего поля. Параметрическая локация основана на регистрации искусственно вызываемых контрастов между объектов поиска и фоном за счет дополнительного облучения исследуемого пространства, наряду с основным зондирующим, различными физическими полями. Возникновение этих контрастов обусловлено различной реакцией объекта поиска искусственного происхождения и элементов естественного фона на возбуждающее поле. «Окраска» заключается в придании ему характерных амплитудных, частотно-временных и поляризационных признаков, которые могут затем быть выявлены в приемном устройстве поисковой системы. 
В качестве возбуждающих полей при поиске различных объектов могут быть использованы помимо электромагнитных, акустических и сейсмических полей также и радиоактивные излучения. Воздействие этих излучений (нейтронного и гамма-) на электронные устройства объектов поиска изменяет их параметры (сопротивление базы, барьерную и диффузионную емкости переходов и др.) и соответственно отражательные характеристики этих объектов. Это может быть зафиксировано путем использования зондирующих электромагнитных полей. Необходимо отметить наличие значительного количества возможных сочетаний зондирующих и возбуждающих физических полей.
Выбор той или иной комбинации должен осуществляться с учетом многих факторов: наличия априорной информации об особенностях устройства объектов, характеристик окружающего фона, требуемой дальности обнаружения и др. Наиболее перспективным следует считать сочетания различных электромагнитных полей НЧ-, ВЧ-, СВЧ-диапазонов. Это обусловлено в основном их способностью проникать через укрывающие полупроводящие среды. Не исключено совместное использование различных сочетаний зондирующих и возбуждающих полей в одной поисковой системе — в целях увеличения надежности обнаружения различных малоразмерных объектов.